# 芬克 (內布拉斯加州)
芬克（英語：Funk）是位於美國內布拉斯加州費爾普斯縣的村。

## 人口
根據2020年美國人口普查的數據，芬克的面積為0.68平方千米，皆為陸地。當地共有人口175人，而人口密度為每平方千米257人。